# 哈瑟頓冰川

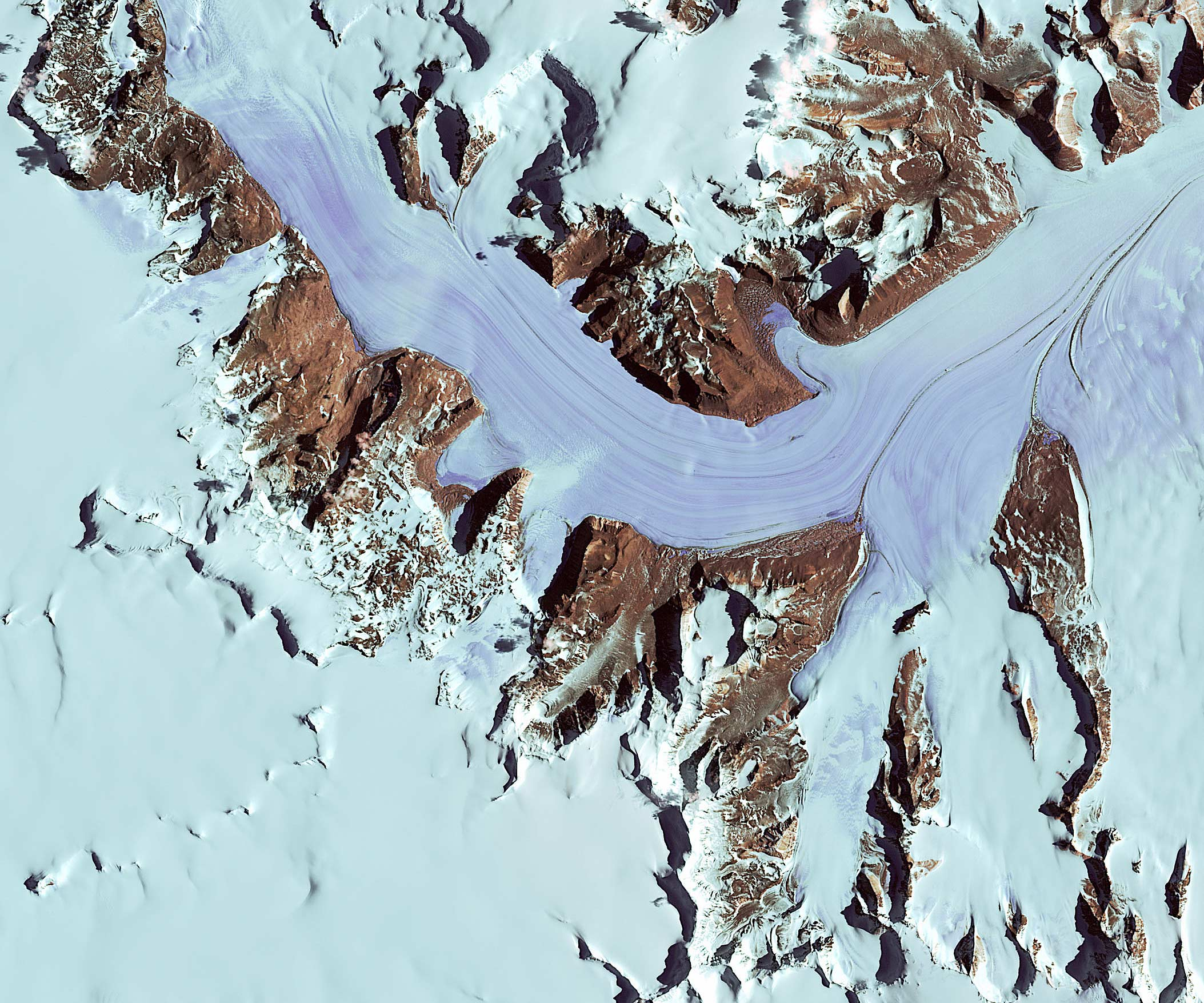

哈瑟頓冰川（英語：Hatherton Glacier）是南極洲的冰川，從南極高原向東流經達爾文山脈南部，最終注入達爾文冰川，該冰川由英聯邦探險隊畫入地圖。
79°55′S 157°35′E / 79.917°S 157.583°E